# وینانینونی-آتسیمو
وینانینونی-آتسیمو (به لاتین: Vinaninony-Atsimo) یک منطقهٔ مسکونی در ماداگاسکار است که در ناحیه فاراتسیهو واقع شده‌است. وینانینونی-آتسیمو ۴۱٬۷۹۸ نفر جمعیت دارد و ۱٬۹۰۱ متر بالاتر از سطح دریا واقع شده‌است.